# 진주 봉래 FC
진주 봉래 FC는 경상남도 진주시에 위치한 under-12팀 유형의 축구단이다. 본래 봉래초등학교의 축구부원으로만 구성된 축구팀이였으나, 현재는 클럽팀으로 전환하여 활동중인 동시에 진주시민축구단과의 협약을 통해서 진주시민축구단의 U-12팀으로 활동하고 있다.

## 참고 문헌
- “KFA 통합경기정보 시스템”. 대한축구협회.

## 같이 보기
- 봉래초등학교